# Роули, Гарри
Ге́нри Боуо́тер Ро́ули (англ. Henry Bowater Rowley; 23 января 1904 — 19 декабря 1985), более известный как Га́рри Ро́ули (англ. Harry Rowley) — английский футболист, нападающий. Был известен как «могучий игрок, которого тяжело оттереть от мяча».

## Футбольная карьера
Перед началом своей профессиональной карьеры находился на просмотре в «Саутенд Юнайтед». Начал профессиональную карьеру в клубе «Шрусбери Таун». В сезоне 1927/28 забил за «Шрусбери» 30 мячей. В мае 1928 года перешёл в «Манчестер Юнайтед» за 100 фунтов. В сезоне 1928/29 провёл за «Юнайтед» 25 матчей и забил 5 мячей. В следующем сезоне улучшил свои голевые показатели, забив 12 мячей в 41 матче. В сезоне 1930/31 забил 7 мячей в 29 матчах. В сезоне 1931/32 сыграл только 1 матч, после чего перешёл в «Манчестер Сити» в обмен на Билла Риддинга. В своём дебютном матче за «Сити» в январе 1932 года против «Сандерленда» забил два гола. Однако не смог закрепиться в основном составе «Манчестер Сити», в и том же 1932 году перешёл в «Олдем Атлетик», сначала на правах аренды, а затем и на постоянной основе. Провёл за «Олдем» 73 матча и забил 14 голов. В декабре 1934 года вернулся в «Манчестер Юнайтед», который заплатил за него 1375 фунтов. В сезоне 1935/36 Гарри помог своему клубу выиграть Второй дивизион Футбольной лиги, забив 19 голов в 40 матчах, и вернуться в высший дивизион. В общей сложности за «Манчестер Юнайтед» провёл 180 матчей и забил 55 голов.
В июле 1937 года перешёл в клуб «Бертон Таун», где стал играющим тренером. Затем выступал в клубе «Джиллингем». Во время войны принял решение о завершении карьеры.